# Zoey Monroe
Zoey Monroe (* 11. Juni 1992 in Detroit, Michigan) ist eine US-amerikanische Pornodarstellerin.
Monroe begann ihre Karriere in der Hardcorebranche im Jahr 2012. Seitdem drehte sie Filme für die Studios Jules-Jordan-Video, Evil Angel, Kick Ass Pictures und Pure Play Media. Oft handelt es sich dabei um Produktionen, die den Genres „Lesbo“ oder „Anal“ zuzuordnen sind.
2014 wurde sie mit dem AVN Award für die Best Transsexual Sex Scene in Rogue Adventures 38 (2013) ausgezeichnet.

## Filmografie (Auswahl)
- 2013: Barefoot Confidential 77
- 2013: POV Pervert 16
- 2013: Slut Puppies 7
- 2013: Big Mouthfuls 21
- 2013: Weapons of Ass Destruction 7
- 2013: Young and Glamorous 5
- 2013: Rogue Adventures 38
- 2014: DP Me Vol. 1
- 2014: Not Jersey Boys XXX: A Porn Musical
- 2014: Slut Puppies 8
- 2014: Wet Asses 4
- 2014: Jerkoff Material 10
- 2014: Lesbian Adventures: Older Women Younger Girls 6
- 2014: Lesbian Adventures: Wet Panties Trib 6
- 2014: Lesbian Family Affair
- 2014: Lesbian Oil Massage 2
- 2014: Lesbian Vampire Academy
- 2014: Lil’ Gaping Lesbians 6
- 2015: Squirt for Me 2
- 2015: This Ain’t American Horror Story XXX: This is a Parody
- 2015: Diary of a Nanny 7
- 2016: The Art of Anal Sex Vol. 2
- 2016: The Gangbangs
- 2016: Lesbian Ass Eaters
- 2016: Moms Bang Teens 14
- 2017: Girl Squirt
- 2017: Zoey’s Squirt Shower
- 2018: POV Sluts: Anal & Squirt Edition
- 2019: Girl Squirt 3